# Egeln-Nord

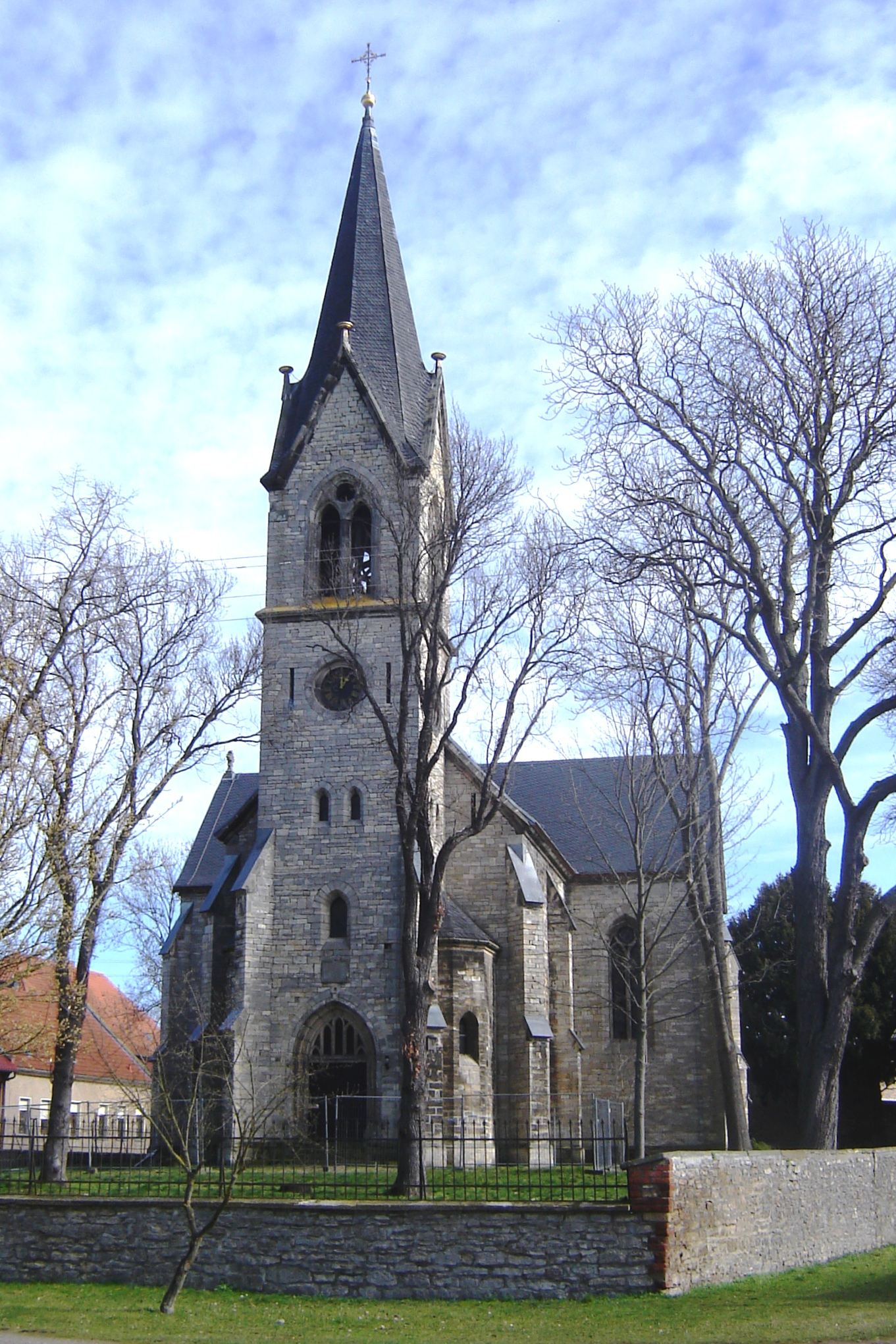
Sankt-Georg-Kirche, 2017

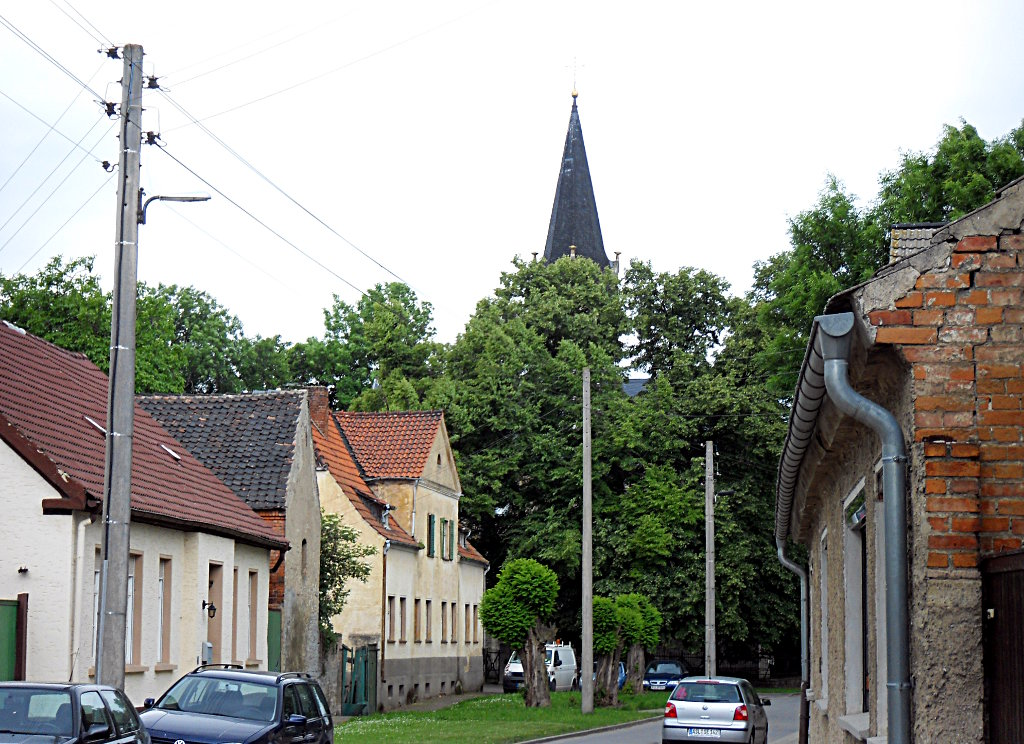
Straßenzug, 2009

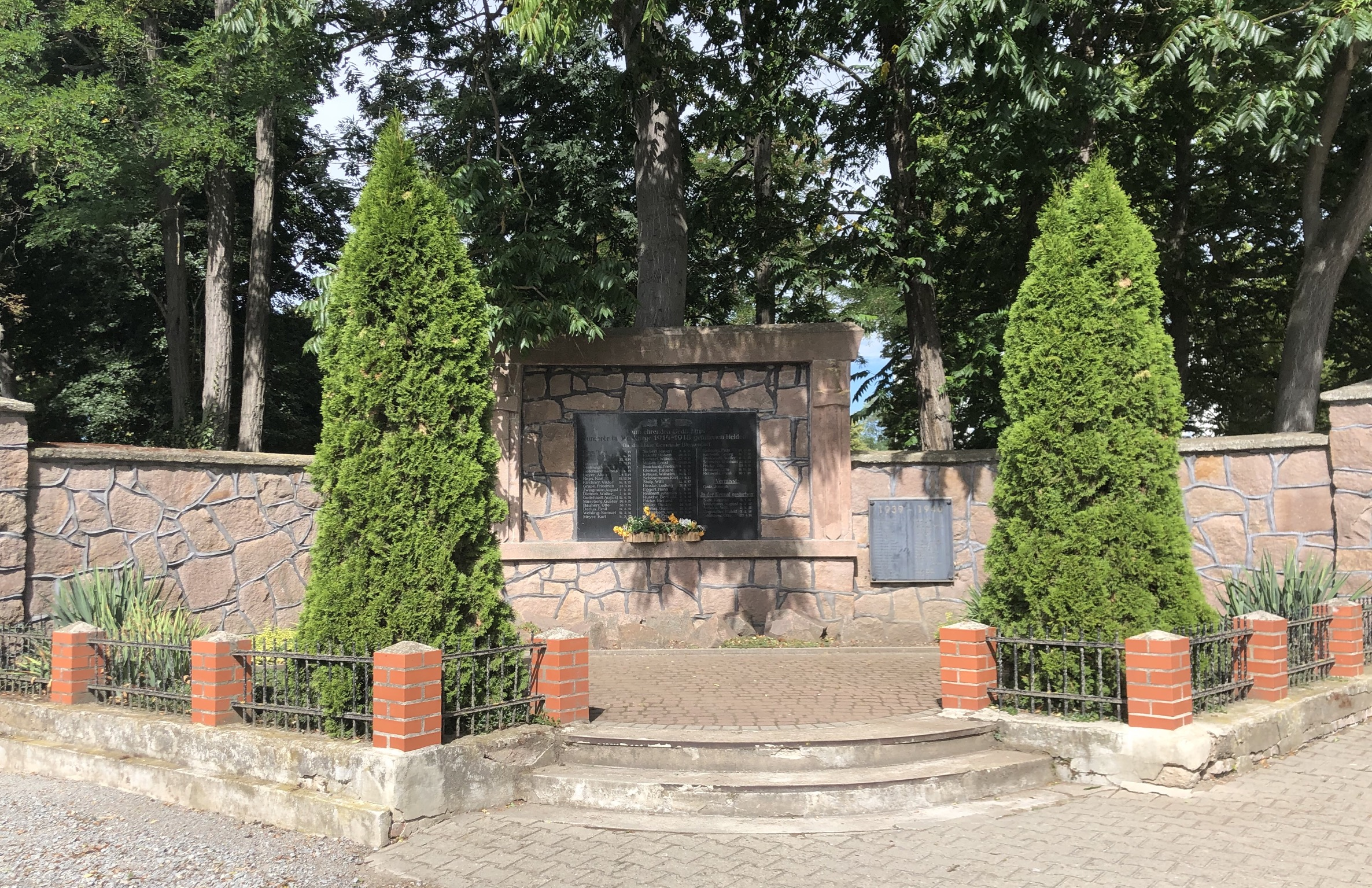
Kriegerdenkmal Bleckendorf, 2020

Egeln-Nord ist ein Ortsteil der Stadt Egeln im Salzlandkreis in Sachsen-Anhalt. Der Ortsteil ist auch unter seiner früheren Bezeichnung Bleckendorf bekannt.

## Geografie
Egeln-Nord liegt etwa einen Kilometer nördlich der Kernstadt von Egeln. Südlich der Ortslage fließt die Bode entlang. Östlich liegen der Pomosienteich und der Große Schachtsee. Östlich wird Egeln-Nord von der Bundesstraße 81 umgangen. Nördlich führt die Bundesstraße 180 entlang. Nördlich des Orts befindet sich der Windpark Egeln-Nord.
Der Ort befindet sich in der Magdeburger Börde und war historisch Teil des Regierungsbezirks Magdeburg in der preußischen Provinz Sachsen. In der DDR-Zeit war Magdeburg Bezirksstadt und der Ort dem Kreis Staßfurt zugehörig.

## Geschichte
Eine erste urkundliche Erwähnung ist aus dem Jahr 964 als Bleckendorp überliefert. Markgraf Gero schenkte den Ort dem Kloster Gernrode. Dem Kloster gehörten sowohl die Kirche des Orts als auch 37 Hufe Land. Noch bis 1563 entschied die jeweilige Äbtissin des Klosters über die Besetzung der Pfarrstelle in Bleckendorf. Weitere Besitzungen im Dorf gehörten den Grafen von Blankenburg sowie den Fürsten von Anhalt. Das Kloster Marienstuhl erwarb von den Blankenburgern im Jahr 1302 den Zehnten von 60 Hufen und 1305 von Otto II. von Anhalt einen Hof mitsamt Kapelle.
Eine weitere urkundliche Erwähnung aus dem Jahr 1161 nennt den Namen Blettindorp. Aus dieser Zeit ist auch die Existenz des Adelsgeschlechts Bleckendorf belegt.
Im Jahr 1677 wird das in Bleckendorf gelegene Rittergut Thalenscher Hof vom Kloster Marienstuhl veräußert. Es erfolgt eine Zusammenlegung des Guts mit dem zum Kloster gehörenden Vorwerk. 1706 wurde eine neue Kirche errichtet. Das Patronat wurde von den Fürsten von Anhalt ausgeübt. Die heutige Kirche entstand 1876.
Die historische Bode schlängelte sich ab dem Bodewehr in Egeln-Nord durch die Gemarkung Egeln bis nach Wolmirsleben bzw. als abzweigender Mühlgraben bis nach Unseburg. Diese "Alte Bode" bzw. der "Mühlgraben" sorgten bereits in früherer Zeit regelmäßig für verheerende Überschwemmungen. Daher begannen im Jahr 1787 der Pächter des Amtes Egeln (Johann Christoph Steinkopf und sein Bruder Johann Daniel) damit, einen Ableitungsgraben vom Bleckendorfer Freischütz bis nach Wolmirsleben anlegen zu lassen. Dadurch erklärt sich der gerade, kanalartige und eingedeichte Charakter der "Bode" bei Egeln-Nord. Der Graben wurde nach den Erbauern ursprünglich Steinkopfsgraben genannt.
An Bedeutung verlor der Graben erst mit der Bode-Regulierung nach Ausbau des  Rappbode-Talsperrensystems, war aber trotzdem nicht überflüssig. Gerade in den 1960er-Jahren gab es etliche Überschwemmungen, die den Ort Egeln bestimmungsgemäß zumeist verschonten. Die Auswirkungen für Egeln-Nord selbst waren durch die Topografie gering, das Wasser verlief sich rechts der Bode großflächig auf Äckern und Wiesen.
Historisch hatte die Korbflechterei im Dorf wirtschaftlich eine besondere Bedeutung. Dann wurde jedoch für Bleckendorf das Entstehen des in der Umgebung durchgeführten Braunkohleabbaus wichtig. Darüber hinaus bestanden im Ort eine Zuckerfabrik, eine Zichoriendarre und Ziegeleien.
Ab 1891 lag Bleckendorf an der Bahnstrecke Etgersleben–Förderstedt, wobei der Personenverkehr bereits in den 1960er-Jahren und letztlich 1993 endgültig eingestellt wurde. Im Jahr 1910 zählte Bleckendorf 1476 Einwohner. Ende der 1920er Jahre bestand im Ort kurzzeitig der Automobilhersteller Pfeil.
Der Ort wurde am 12. April 1945 von US-amerikanischen Truppen eingenommen. Das Gebiet wurde von ihnen aber bereits Anfang Juli 1945 wieder geräumt, noch vor der Potsdamer Konferenz (17. Juli – 2. August 1945). Das Gebiet wurde danach der sowjetischen Besatzungszone zugeschlagen.
Am 20. Juli 1950 wurde Bleckendorf nach Egeln eingemeindet. Danach wurde die Ortschaft umbenannt in Egeln-Nord.
Das im Ort bestehende Rittergut wurde 1949 zur MAS, 1952 zur Maschinen-Traktoren-Station und 1963 zum Kreisbetrieb für Landtechnik (KfL) umgewandelt. 1968 wird der KfL vom Landtechnischen Anlagenbau (LTA) übernommen.
Nach der Wende in der DDR wurde der Standort weiter für den Anlagen- und Fahrzeugbau genutzt (ab 1992: Fa. Obermaier, später idm GmbH).
Das Schlossgebäude wurde während des Zweiten Weltkriegs als Kinderheim umgewidmet und 1945 wurden Flüchtlinge und Ausgebombte aufgenommen. In der DDR-Zeit wurde es für die Berufsausbildung mit Internat genutzt. Danach diente es als Verwaltungsgebäude (Volkswind GmbH).

## Bauwerke
Im Ort befindet sich die denkmalgeschützte Sankt-Georg-Kirche und das Rittergut Bleckendorf. Weitere Kulturdenkmale sind im örtlichen Denkmalverzeichnis geführt. Darüber hinaus befindet sich im Ort das Kriegerdenkmal Bleckendorf, das den Toten des Ersten und Zweiten Weltkrieges gedenkt.

## Söhne und Töchter
- Kaspar Ernst von Knoch (1582–1641), Beamter
- Anton Ludwig von Wagner (1725–1805), Jurist
- Friedrich Erich August Krämer (1785–1845), Theologe und Pädagoge
- Theodor Wagner (1829–1878), Bergwerksdirektor
- Minna Faßhauer (1875–1949), USPD-Politikerin
- Herwig Paretzke (* 1944), Strahlenphysiker
- Hermann Stefan (* 1945), Neurologe und Epileptologe